# دورة ألعاب غرب آسيا 1997
عُقدت دورة ألعاب غرب آسيا الأولى في الفترة من 19 إلى 28 نوفمبر 1997 في طهران، إيران، وشارك فيها حوالي 850 رياضيًا و236 مسؤولًا من 10 دول في 15 رياضة. في البداية، سُمح للرجال فقط بالمشاركة. الدول المشاركة هي: إيران، الأردن، الكويت، قيرغيزستان، لبنان، قطر، سوريا، طاجيكستان، تركمانستان واليمن. يتضمن البرنامج الرياضي الرسمي ألعاب القوى، والرياضات المائية، وكرة الريشة، وكرة السلة، والملاكمة، والمبارزة، وكرة القدم، والجودو، والكاراتيه، والرماية، وتنس الطاولة، والتايكوندو، والتنس، ورفع الأثقال، والمصارعة.

## الأماكن
- مجمع آزادي طهران
- ملعب آزادي
- مضمار آزادي
- ملعب آزادي الداخلي
- صالة آزادي للسباحة
- مجمع قاعات آزادي الخمس
- قاعة هايدارنيا
  - صالة آزادي لكرة السلة
  - صالة آزادي لرفع الأثقال
  - صالة آزادي للكرة الطائرة
  - قاعة آزادي للمصارعة
  - قاعة آزادي النسائية
- مجمع آزادي للرماية
- بحيرة آزادي الاصطناعية
- محكمة آزادي لتعليم قيادة السيارات
- ملاعب آزادي للتنس
- فندق أولمبيك، طهران
- ملعب آزادي للفروسية
- ملعب آزادي للكارتينج
- ملعب آزادي للبيسبول
- ملاعب تدريب كرة القدم في آزادي
- صالة رجب الرياضية الثالثة عشر

## الالعاب
- ألعاب قوى (22) (تفاصيل)
- كرة ريشة (3) (تفاصيل)
- كرة السلة (1) (تفاصيل)
- ملاكمة (12) (تفاصيل)
- مبارزة السلاح (6) (تفاصيل)
- كرة القدم (1) (تفاصيل)
- جودو (8) (تفاصيل)
- كاراتيه (11) (تفاصيل)
- رماية (14) (تفاصيل)
- سباحة (16) (تفاصيل)
- كرة الطاولة (3) (تفاصيل)
- تايكوندو (8) (تفاصيل)
- كرة المضرب (3) (تفاصيل)
- رفع أثقال (10) (تفاصيل)
- مصارعة (16) (تفاصيل)

## الميداليات
*   البلد المضيف ( إيران)
| المرتبة | فريق             | ذهبية | فضية | برونزية | المجموع |
| ------- | ---------------- | ----- | ---- | ------- | ------- |
| 1       | إيران (IRI)*     | 63    | 37   | 56      | 156     |
| 2       | قيرغيزستان (KGZ) | 26    | 15   | 16      | 57      |
| 3       | سوريا (SYR)      | 16    | 22   | 13      | 51      |
| 4       | الكويت (KUW)     | 15    | 22   | 20      | 57      |
| 5       | تركمانستان (TKM) | 5     | 13   | 30      | 48      |
| 6       | طاجيكستان (TJK)  | 3     | 11   | 19      | 33      |
| 7       | لبنان (LIB)      | 2     | 4    | 6       | 12      |
| 8       | الأردن (JOR)     | 2     | 4    | 4       | 10      |
| 9       | قطر (QAT)        | 1     | 5    | 6       | 12      |
| 10      | اليمن (YEM)      | 1     | 0    | 0       | 1       |
| المجموع | المجموع          | 134   | 133  | 170     | 437     |

## الدول المشاركة
- إيران (host)
- الأردن
- الكويت
- قيرغيزستان
- لبنان
- قطر
- سوريا
- طاجيكستان
- تركمانستان
- اليمن
- فلسطين (لم يشارك)
- الإمارات العربية المتحدة (لم يشارك)
- السعودية (لم يشارك)
- عمان (لم يشارك)
- البحرين (لم يشارك)

## روابط خارجية
- المجلس الأولمبي الآسيوي - دورة ألعاب غرب آسيا 1997